# Stadio Gaetano Bonolis
Das Stadio Gaetano Bonolis ist ein Fußballstadion in der italienischen Stadt Teramo in den Abruzzen. Es bietet Platz für 7.498 Zuschauer und dient dem Verein Teramo Calcio als Heimstätte.

## Geschichte
Das Stadio Gaetano Bonolis in Teramo, einer Stadt mit etwa 55.000 Einwohnern in der Region Abruzzen in Mittelitalien, wurde zwischen 2006 und 2008 erbaut und am 27. März des letztgenannten Jahres eröffnet. Zum ersten Event im neuen Stadion trafen sich der zukünftige Nutzerverein, der Fußballklub Teramo Calcio, sowie die ebenfalls im Fußballsport aktiven Vereine AS Pescina Valle del Giovenco und Celano FC Marsica zu einem Dreierturnier. Das erste offizielle Spiel im neuen Stadion fand im Rahmen der Lega Pro Seconda Divisione gegen den FC Esperia Viareggio statt, Teramo gewann das Match mit 1:0. Seit dem Frühjahr 2008 dient das Stadio Gaetano Bonolis Teramo Calcio als Austragungsort für Heimspiele im Fußballsport. Zuvor wurde das Stadio Comunale, das heute eine Kapazität von 4.000 Zuschauerplätzen aufweist, allerdings nurmehr vom örtlichen Rugbyverein zu Heimspielen genutzt. Teramo Calcio spielte in seiner Geschichte vorrangig auf dritt- und vierthöchstem Niveau im italienischen Fußball. Am Ende der Lega Pro 2014/15 rangierte das Team auf dem ersten Platz in der Girone B und feierte damit zum ersten Mal überhaupt in der Vereinsgeschichte den Aufstieg in die zweitklassige Serie B. Damit finden im Stadio Gaetano Bonolis ab Sommer 2015 erstmals Zweitligaspiele statt.
Das Stadio Gaetano Bonolis hat ein Fassungsvermögen von 7.498 Zuschauerplätzen. Das Stadion ist ausbaubar auf etwa 13.000 Plätze. Es dient nicht nur Teramo Calcio für Heimspiele, sondern beheimatete in seiner noch kurzen Geschichte auch schon einige Konzerte. So spielten hier im Jahre 2008 unter anderem Jovanotti, Pooh und Vasco Rossi, ein Jahr später nutzten Tiziano Ferro und Laura Pausini das Stadion für Konzerte. 2012 kam ein Auftritt von Caparezza hinzu. Neben Teramo Calcio trägt auch der Amateurklub San Nicolò seine Heimspiele im Stadio Gaetano Bonolis aus. Seinen Namen hat die Arena vom jahrzehntelangen Vereinsarzt von Teramo Calcio, Gaetano Bonolis. Dieser wirkte von 1971 bis zu seinem Tod 2013 als Doktor für den Verein. Nach seinem Tod wurde das zuvor noch Stadio Comunale heißende Stadion zu seinen Ehren in Stadio Gaetano Bonolis umbenannt.